# Windows Movie Maker
Windows Movie Maker (voorheen Windows Live Movie Maker en daarvoor Windows Movie Maker) is een programma om videobestanden en audiobestanden te bewerken. Het werd standaard meegeleverd met Windows Me, Windows XP en Windows Vista. Bij Windows 7 is Windows Movie Maker niet meer standaard inbegrepen, maar het kan gedownload worden als freeware.

## Versies
Windows Movie Maker is in verschillende versies uitgekomen:

### Windows Me
Versie 1.0 van Windows Movie Maker is opgenomen in Windows Me. Deze versie werd veel bekritiseerd voor zijn gebrek aan functies en het feit dat films alleen konden worden opgeslagen in het ASF-formaat van Microsoft. Sinds versie 2.0 is er nog maar weinig kritiek op het programma.

### Windows 2000
Hoewel Windows 2000 Windows Movie Maker niet bevat, is het mogelijk de versie in Windows Me te kopiëren naar Windows 2000. Als alle Movie Maker-bestanden  worden gekopieerd van Windows Me en overgebracht zullen worden naar Windows 2000, zal de applicatie perfect werken in Windows 2000.

### Windows XP
Een jaar later kwam versie 1.1 uit, dat was opgenomen in Windows XP, deze nieuwere versie bevatte ondersteuning voor het maken van DV-, AVI- en WMV-8-bestanden. Later werd versie 2.0 uitgebracht als een gratis update in november 2002, en voegde een aantal nieuwe functies toe. Later kwam versie 2.1 uit, een kleine update die was opgenomen in Windows XP Service Pack 2. En nog later kwam versie 2.5, dat onderdeel was van Windows XP Media Center Edition 2005, deze versie bevatte o.a nieuwe overgangen.

### Windows Vista
In 2006, samen met de lancering van Windows Vista, werd versie 6.0 geïntroduceerd. Versie 6.0 bevat nieuwe effecten en overgangen en ondersteuning voor de DVR-MS-bestandsindeling. De HD-versie van Windows Movie Maker in de Home Premium- en Ultimate-edities van Windows Vista voegde ondersteuning toe voor het vastleggen van HDV-camcorders. Het was de laatste versie die de naam Windows Movie Maker droeg.
Sommige systemen zijn niet in staat om versie 6.0 te draaien. Daarom heeft Microsoft ook een bijgewerkte oudere versie (2.6) voor Windows Vista op het Microsoft Download Center beschikbaar gesteld. Deze versie bevat de oude effecten en overgangen, en is in principe hetzelfde als Windows Movie Maker 2.5. Deze versie werkt alleen op Windows Vista (en Windows 7 door middel van kopiëren) en is uitsluitend bestemd voor gebruik op computers waar versie 6.0 niet kan worden uitgevoerd.

### Windows 7
Bij de lancering van Windows 7 werd Windows Movie Maker hernoemd naar Windows Live Movie Maker. Het maakt deel uit van Windows Live Essentials en is gebaseerd op andere broncode. Het programma heeft iets andere functies. Het is nog steeds mogelijk om een oude versie van Movie Maker te kopiëren vanaf een ouder Windows-besturingssysteem. Windows Movie Maker 2.6 werkt ook op Windows 7.

## Windows 7 en Windows 8
Bij het stopzetten van het Windows Live-merk in augustus 2012 werd Windows Live Movie Maker terughernoemd tot Windows Movie Maker. Het maakte daarna deel uit van de opvolger van Windows Live Essentials, Windows Essentials, waarvoor de ondersteuning op 10 januari 2017 is gestopt. De opvolger is de Foto's-app van Windows 10, die een video-editor bevat. Windows Movie Maker kan ook worden gebruikt op Windows 10.

## Functies

### Importeren
Bij het importeren van bestanden in het programma hebben gebruikers twee mogelijkheden: een video vastleggen (van camera, scanner of ander apparaat) of om een bestaand bestand te importeren. De ondersteunde formaten voor de invoer zijn WMV, ASF, MPG (MPEG-1), AVI (DV-AVI), WMA, WAV, en MP3. Windows Movie Maker in Windows Vista Home Premium en Ultimate ondersteunt ook MPEG-2 Program streams en DVR-MS-formaten. Andere formaten zoals MP4, 3GP, FLV en MOV, MIDI, AIFF, AAC en SWF worden niet ondersteund, zelfs niet wanneer de nodige DirectShow decoders zijn geïnstalleerd. Dit is waarschijnlijk te wijten aan auteursrechtelijke kwesties. Deze bestandsindelingen worden nu wel ondersteund in Windows Live Movie Maker 2011.
Hoewel het mogelijk is om bestanden te importeren van digitale camera's via USB, leveren de meeste oudere camera's, die alleen USB 1.0 of USB 1.1 ondersteunen, beelden op van slechte kwaliteit. Nieuwere camera's met USB 2.0 (en USB 3.0) geven veel betere resultaten. Dit heeft overigens niets te maken met het USB-type, maar alleen met de kwaliteit van de camera zelf.

### Bewerken
Na het importeren, kunnen de bestanden naar een bepaalde plek op de tijdbalk worden gesleept. Eenmaal op de tijdlijn kunnen clips worden gedupliceerd, gesplitst, gekopieerd of verplaatst worden naar een andere plek. Verder kunnen titels, overgangen en andere effecten worden toegevoegd.

### Exporteren
Windows Movie Maker kan alleen video's exporteren in Windows Media- of DV AVI-formaten. Het bevat een aantal vooraf gedefinieerde profielen, echter, gebruikers kunnen aangepaste profielen die nieuwere codecs gebruiken met behulp van Windows Media Profile Editor toevoegen.

### Branden
In eerdere versies van Windows Movie Maker konden projecten niet rechtstreeks worden gebrand op dvd's. Het project moest eerst worden opgeslagen als een AVI-bestand en een apart programma moest worden gebruikt om de dvd te branden. Windows Movie Maker in Windows Vista kan wel direct branden.

### Effecten en overgangen
Versie 2.x opgenomen in Windows XP bevat 60 overgangen, 37 effecten, 34 titels en 9 animaties. De Windows Vista-versie bevat een andere reeks van overgangen, effecten, titels en een paar oudere. In totaal zijn er 49 effecten en 63 overgangen. Titels en teksten kunnen worden toegevoegd als stand-alone titels of door ze te overlappen op de clip. Titels variëren van statische (niet-geanimeerde) titels tot verschillende animaties. De Windows Vista-versie ondersteunt ook Direct3D-gebaseerde effecten.